# Dash For Cash
Dash For Cash (né le 17 avril 1973, mort le 20 mai 1996) est un cheval de course Quarter Horse américain, et un père influent parmi la race du Quarter Horse.

## Carrière de course
Il a failli être castré alors qu'il était poulain.
Dash For Cash a gagné 507 688 $ au cours de sa carrière, et a été champion du monde de course en 1976 et 1977.
Les victoires de Dash For Cash sont survenues dans le Champion of Champions (1976, 1977), Sun Country Futurity, Los Alamitos Invitational Champ, Los Alamitos Derby, Vessels Maturity et Lubbock Downs Futurity.
En mai 1996, Dash for Cash a développé des complications dues à une myéloencéphalite équine à protozoaire (EPM), et a été euthanasié. 
Dash For Cash a été intronisé au Temple de la renommée de l'AQHA en 1997.

## Origines
Dash For Cash est un fils de l'étalon Rocket Wrangler. Il est consanguin, tout comme son fils First Down Dash.

## Descendants
Dash For Cash est aussi un père populaire de chevaux de barrel racing.

## Hommages
Il est enterré sous sa statue, située au siège de l′American Quarter Horse Association à Amarillo au Texas.